# حقوق ذاتية التنفيذ
الحقوق ذاتية التنفيذ في القانون الدولي لحقوق الإنسان هي الحقوق التي يتم تشكيلها بطريقة توحي بأن الغرض هو خلق قوانين دولية يمكن أن يستدعيها المواطنون بشكل مباشر في المحاكم القومية في دولهم. والحقوق ذاتية التنفيذ، أو حقوق التطبيق المباشر، هي حقوق لا تتطلب التحويل إلى القانون القومي، من وجهة نظر القانون الدولي. وهي تكون ملزمة كما هي، ويمكن أن يقوم القضاة الدوليون بتطبيقها كما هي، كما لو كانت قواعد قومية. ومن وجهة نظر القانون القومي، يمكن أن يكون من الضروري أن يتم تضمين كل القانون الدولي في القانون القومي قبل أن يصبح ساريًا. ويعتمد ذلك على التقاليد القانونية القومية.
ولتحديد ما إذا كانت القاعدة ذاتية التنفيذ أم لا، يجب أن ننظر إلى تلك القاعدة ذات الصلة. ولا نعول في ذلك على التقاليد القومية. فالقاعدة التي تقول إن الدول يجب أن تضمن لمواطنيها حرية التعبير عبارة عن قاعدة ذاتية التنفيذ. أما القاعدة التي تنص على أن الدول يجب أن تأخذ كل الإجراءات اللازمة لتوفير فرص التوظيف الكافية ليست قاعدة ذاتية التنفيذ. وتفرض القواعد غير ذاتية التنفيذ في القانون الدولي الالتزام على الدول لتنفيذ الإجراءات ووضع أو تغيير التشريع. ولا يمكن أن يعتمد المواطنون أو القضاة هذه القواعد في المحاكم القومية (وطلب فرصة عمل كما هو الحال في المثال الموضح أعلاه). وهذا يجب أنه يجب أن يتم عكس القانون الدولي الذي لا يكون ذاتي التنفيذ في القانون القومي.
وتبقى أولوية القانون الدولي حقيقةً واقعة سواء كانت هذه القاعدة ذاتية التنفيذ أم لا. فلا يمكن أن تعتمد الدولة على قانونها القومي كسبب لعدم احترام التزاماتها الدولية. وفي حالة القواعد غير ذاتية التنفيذ، يجب على الدولة تغيير قانونها القومي أو اتخاذ بعض الإجراءات المعينة. وتكون هذه الدولة تنتهك القانون الدولي إذا لم تقم بعمل ذلك. وفي تلك الحالة، يمكن أن يقرر القاضي المحلي فقط أن تقوم الدولة التي يتبعها بتعديل القانون المحلي أو اتخاذ إجراءات معينة. فلا يمكنه إبطال القانون القومي الذي يتعارض مع القانون الدولي غير ذاتي التنفيذ. ولكنه يمكن أن يقول إن القانون القومي باطل وملغى إذا كان يتعارض مع الحقوق الدولية ذاتية التنفيذ.
وأغلب حقوق الإنسان المضمنة في معاهدات حقوق الإنسان الرئيسية هي حقوق ذاتية التنفيذ، ويمكن أن يعتمد عليها الأفراد في المحاكم القومية، رغم أن ذلك يحدث بشكل أكثر فيما يتعلق بالحقوق المدنية وبشكل أكثر من الحقوق الاقتصادية والاجتماعية.